# Piero Regnoli
Piero Regnoli, Pseudonyme sind Dean Craig und Peter Lombard (* 29. Juli 1929 in Rom; † 27. April 2001 ebenda), war ein italienischer Drehbuchautor, Filmregisseur und Filmproduzent.

## Leben
Regnoli begann seine berufliche Karriere als Filmkritiker des Osservatore Romano, war anschließend Direktor der Publikation L'Eco del cinema und früh als Regieassistent bei Paolo Moffas Gli ultimi giorni di Pompei (1948) tätig gewesen. Ab 1951 betätigte er sich als Drehbuchautor, seit 1957 (La chiamavan Capinera…) auch als Regisseur; vor allem ab Mitte der 1960er Jahre und besonders intensiv zwischen 1972 und 1987 war er für eine unüberschaubare Anzahl von günstig produzierten Genrefilmen, oftmals des erotisch-komischen Genres – manchmal nahe der Pornografie –, aber auch für Horrorfilme, neapolitanische Melodramen, Abenteuerfilme und musikalische Romanzen verantwortlich. Dabei nahm Regnoli fast eine Alleinstellung ein, was die Produktion seiner zahlreichen sexbetonten Komödien betrifft, in denen er mehrmals seine langjährige Lebensgefährtin Mariangela Giordano besetzte.
Regnoli benutzte einige Pseudonyme wie Dean Craig und Peter Lombard.

## Filmografie (Auswahl)
Regie, Drehbuch
- 1960: Das Ungeheuer auf Schloß Bantry (L'ultima preda del vampiro)
- 1962: Die tollen Hunde der karibischen See (Lo sparviero dei Caraibi)
- 1964: Destination Miami (Appuntamento a Dallas)
- 1964: Maciste im Reich von König Salomon (Maciste nelle miniere del re Salomone)

Drehbuch
- 1951: Operazione Mitra
- 1953: Es ist nie zu spät (Non è mai troppo tardi) (& Produktion)
- 1957: Der Vampir von Notre Dame (I vampiri)
- 1965: Das dritte Auge (Il terzo occhio)
- 1966: Eine Flut von Dollars (Un fiume di dollari)
- 1966: Kopfgeld: Ein Dollar (Un dollaro a testa)
- 1967: Drei Pistolen gegen Cesare (Tre pistole contro Cesare)
- 1967: Matchless (Matchless), mit weiteren Autoren
- 1968: Sieben dreckige Teufel (Sette baschi rossi)
- 1969: La legge della violenza
- 1969: Die Leoparden kommen (Il dito nella piaga)
- 1969: Quintero – Das As der Unterwelt (La legge dei gangsters)
- 1969: Von allen Hunden des Krieges gehetzt (La porta del cannone)
- 1970: 7 vor Marsa Matruh (I 7 di Marsa Matruh)
- 1971: Der Löwe von Petersburg (I leoni di Pietroburgo)
- 1971: Das normannische Schwert (La spada normanna)
- 1972: Providenza! – Mausefalle für zwei schräge Vögel (La vita a volte è molto dura, vero Provvidenza?)
- 1973: Der Barmherzige mit den schnellen Fäusten (Sentivano… uno strano, eccitante, pericoloso puzzo di dollari)
- 1973: Jack London: Wolfsblut (Zanna Bianca)
- 1973: Zwei Halunken stürmen Troja (Elena sì… ma di Troia)
- 1974: Hot Summer (La cognatina)
- 1974: Die Minderjährige (La minorenne)
- 1974: Der Oberst mit dem Dachschaden schlägt wieder zu (Basta con la guerra… facciamo l'amore)
- 1974: Psycho Maniacs (Un fiocco nero per Deborah)
- 1974: Die Rache des Paten (Quelli che contano)
- 1975: Teenager lieben heiß (Blue jeans)
- 1975: Wenn bei süßen Teens die Hüllen fallen (Quella età maliziosa)
- 1975: Whisky und die Goldgräber (La spacconata)
- 1975: Die wilde Meute (Il tempo degli assassini)
- 1976: In den Klauen der Mafia (Il conto è chiuso)
- 1976: Schlitzohren im Manöver (La campagnola bella)
- 1976: Romeo, der tolle Stier (Un toro da monta)
- 1977: Die heißen Nächte des Caligula (Le calde notti di Caligula)
- 1979: Dschungelinferno (Savana: Violenza carnale)
- 1979: Der große Kampf des Syndikats (I contrabbandieri di Santa Lucia)
- 1979: Komm und mach's mit mir (Malabimba)
- 1980: Großangriff der Zombies (Incubo sulla città contaminata)
- 1980: Patrick lebt! (Patrick vive ancora)
- 1980: Patriot ohne Vaterland (L'ebreo fascista)
- 1980: Die Rückkehr der Zombies (Le notti del terrore)
- 1982: Gunan – König der Barbaren (Gunan il guerriero)
- 1982: Sexorgien im Satansschloss (La bimba di Satana)
- 1983: Das Schwert des Barbaren (Sangraal, la spada di fuoco)
- 1985: Stets bereit (Morbosamente vostra)
- 1987: Dreieck der Lust (Oggetto sessuale)
- 1987: Urban Warriors
- 1990: Code Condor (Sulle tracce del condor)
- 1990: Demonia
- 1990: Miami Cops (Sapore di morte)
- 1992: The Smile of the Fox (Spiando Marina)
- 1997: Inquietudine (Fernsehfilm)